# Текеколь (озеро, Бурабайский район)
Текеколь (каз. Текекөл) — озеро в Бурабайском районе Акмолинской области Казахстана. Входит в группу Кокчетавских озёр. Площадь поверхности озера — 1,15 км² (по другим данным — 1,13 км²).
Средняя глубина — 2,67 м. Объём воды — 0,003 км³.
Озеро Текеколь овальной формы с несколькими заливами. Береговые склоны довольно крутые; берега в большинстве песчано-гравийные. В водах озера превышена ПДК по магнию, меди, общему железу и фторидам.
Аборигенные виды ихтиофауны — плотва и окунь. Кроме них есть вселенцы: лещ, сазан, линь, судак, сиговые и растительноядные. Ранее озеро было закреплено за Щучинской птецефабрикой, вылов рыб осуществлялся осенью.